# Wen Ding
Wen Wu Ding o Wen Ding (文丁) fue un rey de China de la dinastía Shang del período 1112-1102 a. C. De acuerdo con los Anales de Bambú, su capital estaba en Yin (殷) o Zimou.
En el segundo año de su reinado, su vasallo, el rey Ji de Zhou, atacó al pueblo Xirong (燕京戎), pero fue derrotado.
Durante esu tercer año, el río Huan (洹水) se secó.
En el cuarto año, Ji atacó a los Yuwu Rong (余无戎), resultando victorioso, convirtiendo a Yuwu en cliente de Zhou.
En el séptimo año, Ji atacó a los Hu Rong (呼戎), con nueva victoria.
Varios años después,Ji derrotó a los Xitu Rong (翳徒戎), y capturó a tres de sus generales. Temeroso de que Zhou estaba volviéndose demasiado poderoso, Wen Ding envió a Ji a una ciudad, llamada (塞库), allí le mató.